# Гегашен
Гегашен (вірм. Գեղաշեն) — село в Абовянському районі Котайкського марзу (області), на західних схилах Гегамських гір. Розташований за 12 км від райцентру міста Абовян, за 50 км на південь від облцентру міста Раздан, та за 20 км від державної столиці Єреван.
Площа — 42,89 км². Висота над рівнем моря — 1590 м.